# Мохамед Хатами
Мохамед Хатами (перс. محمد خاتمی; Ардакан, 29. септембар 1943) ирански је политичар, сајед, писац и академик, 5. председник Исламске Републике Иран.

## Биографија
Рођен је у Ардакану у централном Ирану и студирао је теологију у Кому и филозофију на Универзитету у Исфахану. Уз персијски активно се служи енглеским, арапским и немачким језиком, а једно време живео је у немачком Хамбургу. Предавао је политичке науке на Универзитету у Техерану. Године 1997. био је изабран за председника Ирана премоћном победом од 69,6% гласова у првом кругу, означивши притом крај 18-годишње доминације конзервативних политичких струја.
Хатами је марта 1999. године посетио Италију, што је била прва посета шефа иранске државе једној западној земљи од исламске револуције 1979. Током тродневне посете Хатами се сусрео и са поглаваром Римокатоличке цркве Јованом Павлом II у Ватикану, као највиши ирански лидер који је посетио папу.
На прелазу у 21. век провео је низ либералних реформи које су га учиниле популарним у народу, но релативно неуспешна економска политика резултовала је повратком конзервативних струја односно победе Ахмадинежада приликом истека два Хатамијева мандата. Хатами је познат по теорији о дијалогу цивилизација настале као одговор на Хантингтонове тезе о сукобу цивилизација.